# Comté de Murray (Oklahoma)
Pour les articles homonymes, voir Comté de Murray.
Le comté de Murray est un comté situé dans l'État de l'Oklahoma aux États-Unis. Le siège du comté est Sulphur. Selon le recensement de 2000, sa population est de 12 623 habitants.

## Comtés adjacents
- Comté de Pontotoc (nord-est)
- Comté de Johnston (sud-est)
- Comté de Carter (sud-ouest)
- Comté de Garvin (nord-ouest)

## Principales villes
- Davis
- Dougherty
- Hickory
- Sulphur